# Kermes safinazae
Kermes safinazae är en insektsart som beskrevs av Ozkok 1941. Kermes safinazae ingår i släktet Kermes och familjen eksköldlöss.
Artens utbredningsområde är Turkiet. Inga underarter finns listade i Catalogue of Life.